# Новое Село-2
Новое Село-2 — деревня в Дзержинском сельском поселении Лужского района Ленинградской области.

## История
На карте из «Исторического атласа Санкт-Петербургской Губернии» 1863 года, деревня Новое Село-2 не упоминается.
В начале XX века деревня административно относилась к Передольской волости 2-го земского участка 4-го стана Лужского уезда Санкт-Петербургской губернии.
По данным «Памятной книжки Санкт-Петербургской губернии» за 1905 год деревня называлась Новое Село-2-е и входила в Новосельское сельское общество.
С 1917 по 1924 год деревня находилась в составе Новосельского сельсовета Передольской волости Лужского уезда.
С февраля 1924 года, в составе Торошковского сельсовета.

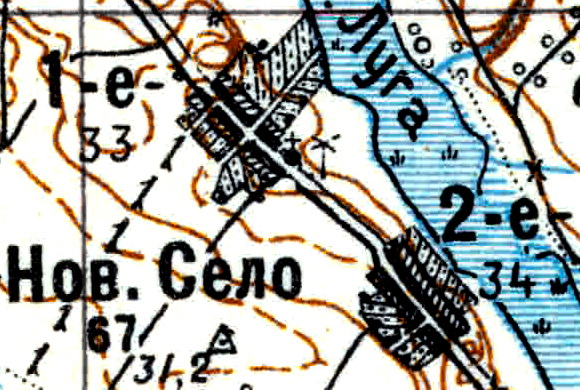
Деревня Новое Село-2 на карте 1926 года

Согласно топографической карте 1926 года деревня Новое Село-2-е была частью общей деревни Новое Село и насчитывала 34 двора.
По данным 1933 года деревня называлась Новое Село II и также входила в состав Торошковского сельсовета Лужского района.
C 1 августа 1941 года по 31 января 1944 года деревня находилась в оккупации.
По данным 1966, 1973 и 1990 годов деревня Новое Село II также входила в состав Торошковского сельсовета.
По данным 1997 года в деревне Новое Село II Торошковской волости проживали 6 человек, в 2002 году — 18 человек (все русские).
В 2007 году в деревне Новое Село-2 Дзержинского СП проживали 12 человек.

## География
Деревня расположена в юго-восточной части района на автодороге 41К-142 (Луга — Медведь).
Расстояние до административного центра поселения — 26 км.
Расстояние до ближайшей железнодорожной станции Луга — 27 км.
Деревня находится на левом берегу реки Луга.

## Демография
| 1997 | 2007 | 2010 | 2017 |
| ---- | ---- | ---- | ---- |
| 6    | ↗12  | ↗14  | ↘10  |

## Улицы
Луговая.